# Hawleyit
Hawleyit ist ein selten vorkommendes Mineral aus der Mineralklasse der „Sulfide und Sulfosalze“ mit der chemischen Zusammensetzung CdS und damit chemisch gesehen β-Cadmiumsulfid.
Hawleyit kristallisiert im kubischen Kristallsystem, entwickelt jedoch keine mit bloßem Auge sichtbaren Kristalle und findet sich daher typischerweise in Form hell- bis leuchtend gelber, feinkörnig-pulvriger Krusten und Überzüge auf anderen Mineralen wie Sphalerit oder Siderit.

## Etymologie und Geschichte
Entdeckt wurde Hawleyit erstmals auf Mineralproben, die 1954 von Robert William Boyle (1920–2003) in der Hector-Calumet-Mine bei Calumet im Bergbaugebiet Mayo im kanadischen Yukon-Territorium gesammelt wurden. Die Analyse und Erstbeschreibung führte Boyle zusammen mit Robert James Traill (1921–2011) durch. Benannt wurde das Mineral nach dem kanadischen Mineralogie-Professor James Edwin Hawley.
Das Typmaterial des Minerals wird in den Mineralogischen Sammlungen der Geological Survey of Canada in Ottawa unter der Inventarnummer 12164 und der Harvard University in Cambridge (Massachusetts) unter der Inventarnummer 123839 aufbewahrt.
Da der Hawleyit bereits vor der Gründung der International Mineralogical Association (IMA) bekannt und als eigenständige Mineralart anerkannt war, wurde dies von ihrer Commission on New Minerals, Nomenclature and Classification (CNMNC) übernommen und bezeichnet den Hawleyit als sogenanntes „grandfathered“ (G) Mineral. Die seit 2021 ebenfalls von der IMA/CNMNC anerkannte Kurzbezeichnung (auch Mineral-Symbol) von Hawleyit lautet „Hwl“.

## Klassifikation
Bereits in der veralteten 8. Auflage der Mineralsystematik nach Strunz gehörte der Hawleyit zur Mineralklasse der „Sulfide und Sulfosalze“ und dort zur Abteilung „Sulfide mit M : S = 1 : 1“, wo er gemeinsam mit Coloradoit, Metacinnabarit, Sphalerit, Stilleit und Tiemannit sowie im Anhang mit Lautit in der „Zinkblende-Reihe“ mit der Systemnummer II/B.01 steht.
In der zuletzt 2018 überarbeiteten Lapis-Systematik nach Stefan Weiß, die formal auf der alten Systematik von Karl Hugo Strunz in der 8. Auflage basiert, erhielt das Mineral die System- und Mineralnummer II/C.01-020. Dies entspricht der ähnlichen Abteilung „Sulfide mit dem Stoffmengenverhältnis Metall : S,Se,Te ≈ 1 : 1“, wo Hawleyit zusammen mit Browneit, Coloradoit, Ishiharait, Metacinnabarit, Polhemusit, Rudashevskyit, Sphalerit, Stilleit und Tiemannit die „Sphaleritgruppe“ mit der Systemnummer II/C.01 bildet.
Auch die von der International Mineralogical Association (IMA) zuletzt 2009 aktualisierte 9. Auflage der Strunz’schen Mineralsystematik ordnet den Hawleyit in die Abteilung „Metallsulfide, M : S = 1 : 1 (und ähnliche)“ ein. Diese ist allerdings weiter unterteilt nach den in der Verbindung vorherrschenden Metallen. Das Mineral ist hier entsprechend seiner Zusammensetzung in der Unterabteilung „mit Zink (Zn), Eisen (Fe), Kupfer (Cu), Silber (Ag) usw.“ zu finden, wo es zusammen mit Coloradoit, Metacinnabarit, Rudashevskyit, Sphalerit, Stilleit und Tiemannit die „Sphaleritgruppe“ mit der Systemnummer 2.CB.05a bildet.
In der vorwiegend im englischen Sprachraum gebräuchlichen Systematik der Minerale nach Dana hat Hawleyit die System- und Mineralnummer 02.08.02.06. Das entspricht ebenfalls der Klasse der „Sulfide und Sulfosalze“ und dort der Abteilung „Sulfidminerale“. Hier findet er sich innerhalb der Unterabteilung „Sulfide – einschließlich Seleniden und Telluriden – mit der Zusammensetzung AmBnXp, mit (m+n) : p = 1 : 1“ in der „Sphaleritgruppe (Isometrisch: F43m)“, in der auch Sphalerit, Stilleit, Metacinnabarit, Tiemannit, Coloradoit und Rudashevskyit eingeordnet sind.

## Chemismus
In der idealen Zusammensetzung von Hawleyit (CdS) besteht das Mineral aus Cadmium (Cd) und Schwefel im Stoffmengenverhältnis von 1 : 1. Dies entspricht einem Massenanteil (Gewichtsprozent) von 77,81 Gew.-% Cd und 22,19 Gew.-% S.

## Kristallstruktur
Hawleyit kristallisiert in der kubischen Raumgruppe F43m (Raumgruppen-Nr. 216) mit dem Gitterparameter a = 5,838 Å sowie vier Formeleinheiten pro Elementarzelle. Die Struktur entspricht damit der Sphalerit- oder auch Zinkblende-Struktur.
| Kristallstruktur von Hawleyit |
| --- |
| - mit Blickrichtung parallel zur a-Achse - zentriert nach den drei Raumdiagonalen - räumliche Darstellung in der kristallographischen Standardausrichtung - als Polyeder-Modell |
| Farblegende: 0 _ Cd 0 _ S |

## Modifikationen und Varietäten
Cadmiumsulfid ist dimorph und kommt in der Natur neben dem kubisch kristallisierenden Hawleyit noch als hexagonal kristallisierender Greenockit vor. Dies ist vergleichbar mit den Zink-Analoga Sphalerit (kubisch) und Wurtzit (hexagonal).

## Bildung und Fundorte

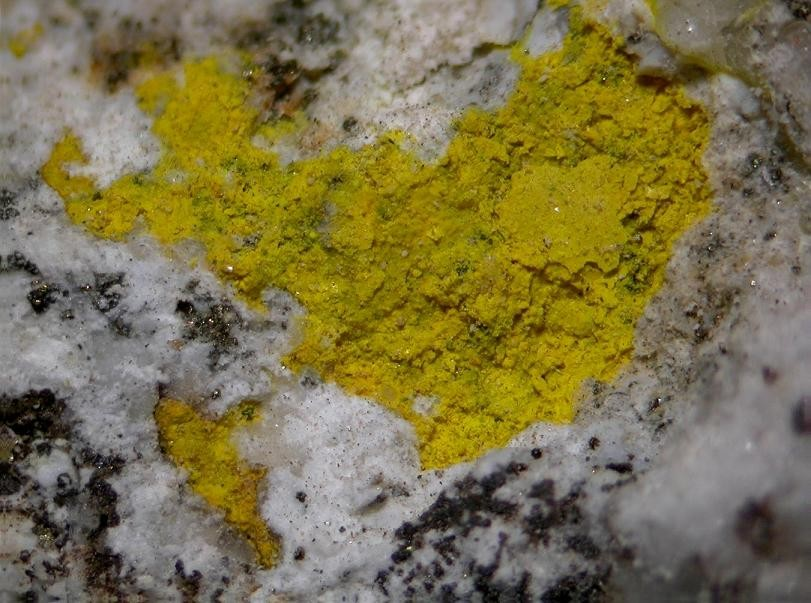
Hawleyit-Kruste aus Nagylápafõ (Mátra-Gebirge, Ungarn)

Hawleyit bildete sich wahrscheinlich sekundär und wurde durch meteoritische Wässer in Klüften und späten Bruchzonen abgelagert. Dort bildet er typischerweise Überzüge auf feinkörnigem Sphalerit und Siderit. Er kann aber auch vergesellschaftet mit Greenockit auftreten.
Als seltene Mineralbildung konnte Hawleyit nur an wenigen Orten nachgewiesen werden, wobei weltweit bisher etwas mehr als 80 Vorkommen dokumentiert sind (Stand 2025). Außer an seiner Typlokalität in der Hector-Calumet-Mine trat Hawleyit noch an mehreren Stellen im Bergbaugebiet Mayo (Galena Hill und Keno Hill) im Yukon-Territorium auf. Daneben fand sich das Mineral in Kanada noch in der Tanco-Mine in Manitoba und in mehreren Minen im Levack Township nahe Greater Sudbury in Ontario.
Der bisher einzige bekannte Fundort in Deutschland ist ein ehemaliges Bergwerk (heute Museumsbergwerk mit frei begehbaren Halden) bei Schauinsland in Baden-Württemberg.
In Österreich konnte Hawleyit bisher nur im Bergbaurevier Neufinkenstein-Grabanz am Mallestiger Mittagskogel in Kärnten und auf der Putzkammer Alp im Gaflunatal (auch Rindertal) in der Gemeinde Silbertal in Vorarlberg entdeckt werden.
In der Schweiz kennt man das Mineral bisher nur aus dem Kanton Wallis, genauer vom Bergbaurevier Mont Chemin im Bezirk Martigny und der Bleigrube Goppenstein im Bezirk Westlich Raron.
Weitere Fundorte liegen unter anderem in Australien, Belgien, Chile, China, Frankreich, Griechenland, Indien, Iran, Irland, Italien, Japan, Jordanien, Kenia, Mexiko, Neuseeland, Norwegen, Portugal, Rumänien, Russland, Spanien, Tadschikistan, Tschechien, Ungarn, im Vereinigten Königreich (England) und den Vereinigten Staaten von Amerika (Arizona, Colorado, Idaho, Indiana, Kalifornien, Nevada, New Jersey, New Mexico).